# 鎌原幸重
鎌原 幸重（かんばら ゆきしげ）は、戦国時代の武将。鎌原城（現・嬬恋村鎌原）主。

## 生涯
上野吾妻郡鎌原郷の国衆で、真田氏と同じく滋野氏の一族。幸重の父・幸定は真田幸綱の弟とされ、事実だとすれば幸重は幸綱の甥にあたる。
同郡の国衆である羽尾氏と共に吾妻斎藤氏に従っていたが、羽尾道雲と所領を巡り対立していた。『加沢記』によると羽尾氏や吾妻斎藤氏に対抗するために真田幸綱を介して武田氏に接近し、永禄3年（1560年）春に信濃国平原（現・小諸市）で武田信玄と対面したという。
同年10月、武田氏に接近する鎌原氏の動きを危惧した斎藤憲広が軍勢を発し、羽尾道雲・富沢加賀守・湯本善太夫・浦野下野守・横谷左近将監ら600騎を率いて鎌原領内に攻め込んだ。この時幸重は、嫡男・重澄を赤羽根の台（現・嬬恋村三原）に、西窪佐渡守知昭を鷹川城（現・嬬恋村袋倉）に配して戦ったが、最終的に大戸真楽斎を介して和睦した。これにより鎌原氏は吾妻斎藤氏に屈服したとみられる。
翌年9月の第四次川中島の戦いで戦死したという。その後の鎌原氏の家督が嫡男・重澄が継いで羽尾氏や吾妻斎藤氏らとの所領問題が継続するが、最終的に武田氏の支援を受け所領を奪回することになる。